# Echinochalina gabrieli
Echinochalina gabrieli är en svampdjursart som först beskrevs av Arthur Dendy 1896.  Echinochalina gabrieli ingår i släktet Echinochalina och familjen Microcionidae. Inga underarter finns listade i Catalogue of Life.